# Cause for Alarm
Cause for Alarm è il secondo album degli Agnostic Front. Venne pubblicato nel 1986 dalla Relativity/Combat Records.

## Il disco
L'ingresso di un secondo chitarrista, Alex Kinon, ha reso il suono maggiormente influenzato dall'heavy metal. L'album infatti venne riconosciuto come uno dei dischi fondamentali del crossover thrash. Un altro cambio di formazione fu quello che vide la sostituzione di Dave Jones con Louie Beatto alla batteria. Il gruppo continuerà ad esplorare il metal sul disco successivo, Liberty and Justice for... (1987).

## Curiosità
- Cause For Alarm era anche il nome della precedente band di Kabula e Kinon

## Tracce
1. The Eliminator – 3:10
2. Existence of Hate – 2:18
3. Time Will Come – 1:22
4. Growing Concern – 4:10
5. Your Mistake – 1:26
6. Out for Blood – 2:13
7. Toxic Shock – 2:27
8. Bomber Zee – 2:28
9. Public Assistance – 2:44
10. Shoot His Load – 1:30

## Formazione
- Roger Miret - voce
- Vinnie Stigma - chitarra
- Alex Kinon - chitarra
- Rob Kabula - basso
- Louie Beatto - batteria